# (3828) Hoshino
(3828) Hoshino est un astéroïde de la ceinture principale.

## Description
(3828) Hoshino est un astéroïde de la ceinture principale. Il fut découvert le 22 novembre 1986 à Toyota par Kenzo Suzuki et Takeshi Urata. Il présente une orbite caractérisée par un demi-grand axe de 3,17 UA, une excentricité de 0,03 et une inclinaison de 6,2° par rapport à l'écliptique.

## Compléments